# Pollenfeld
Pollenfeld è un comune tedesco di 2 790 abitanti, situato nel land della Baviera.